# Cadenazzo

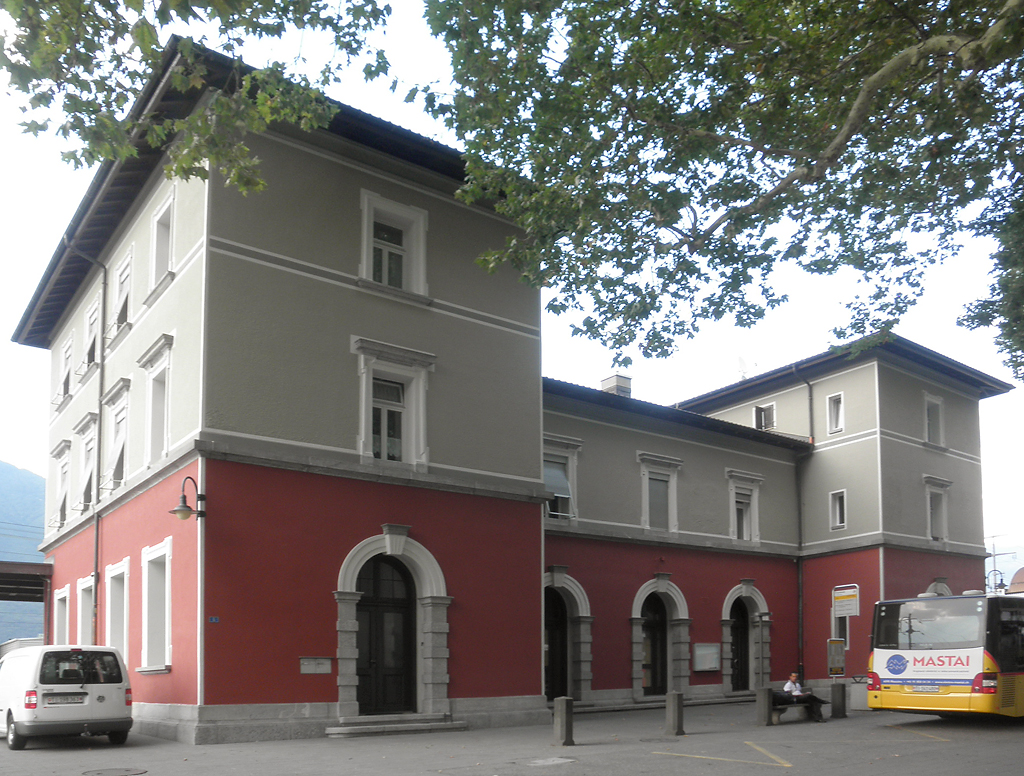
Bahnhof Cadenazzo

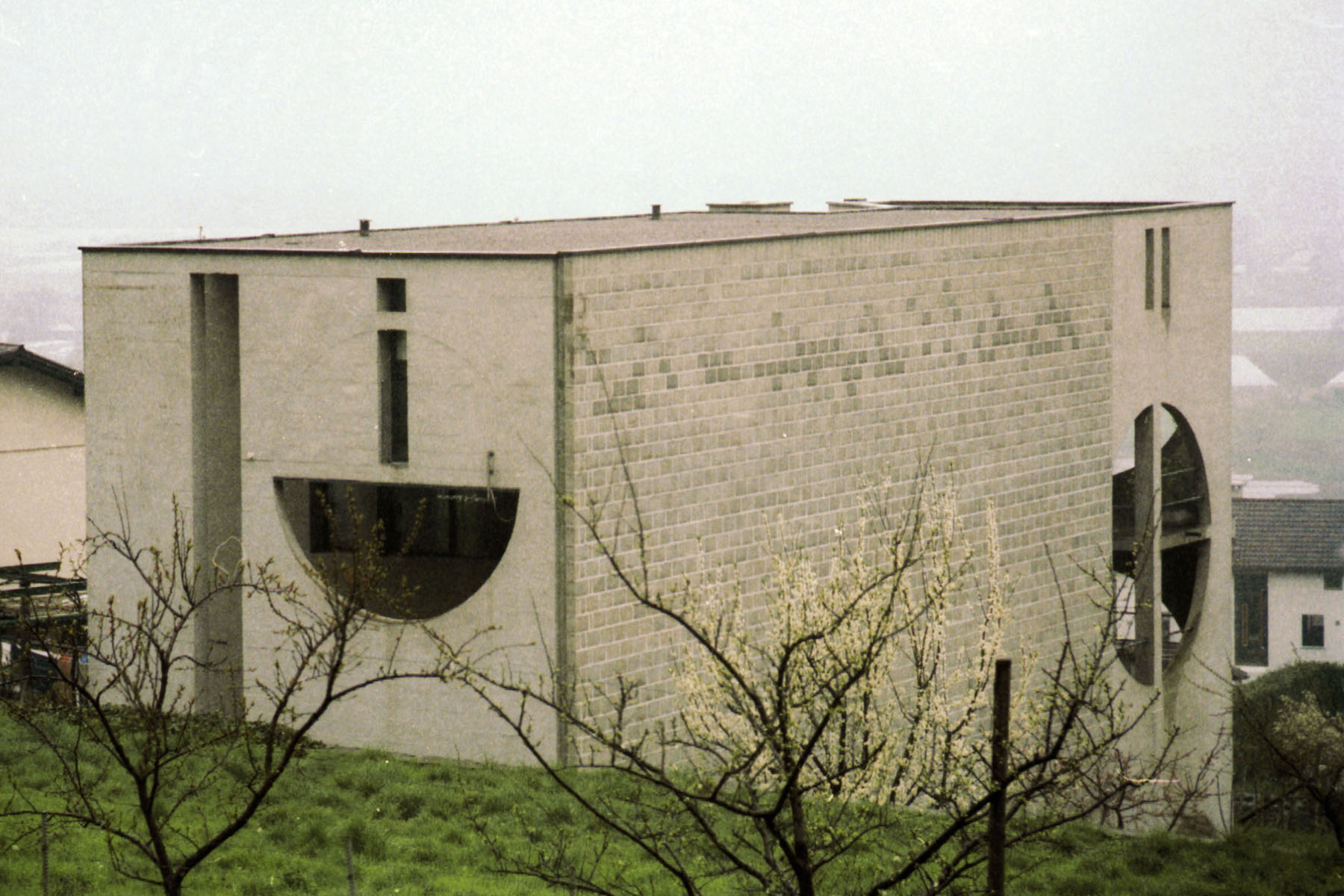
Casa Caccia (Architekt Mario Botta 1970–71)

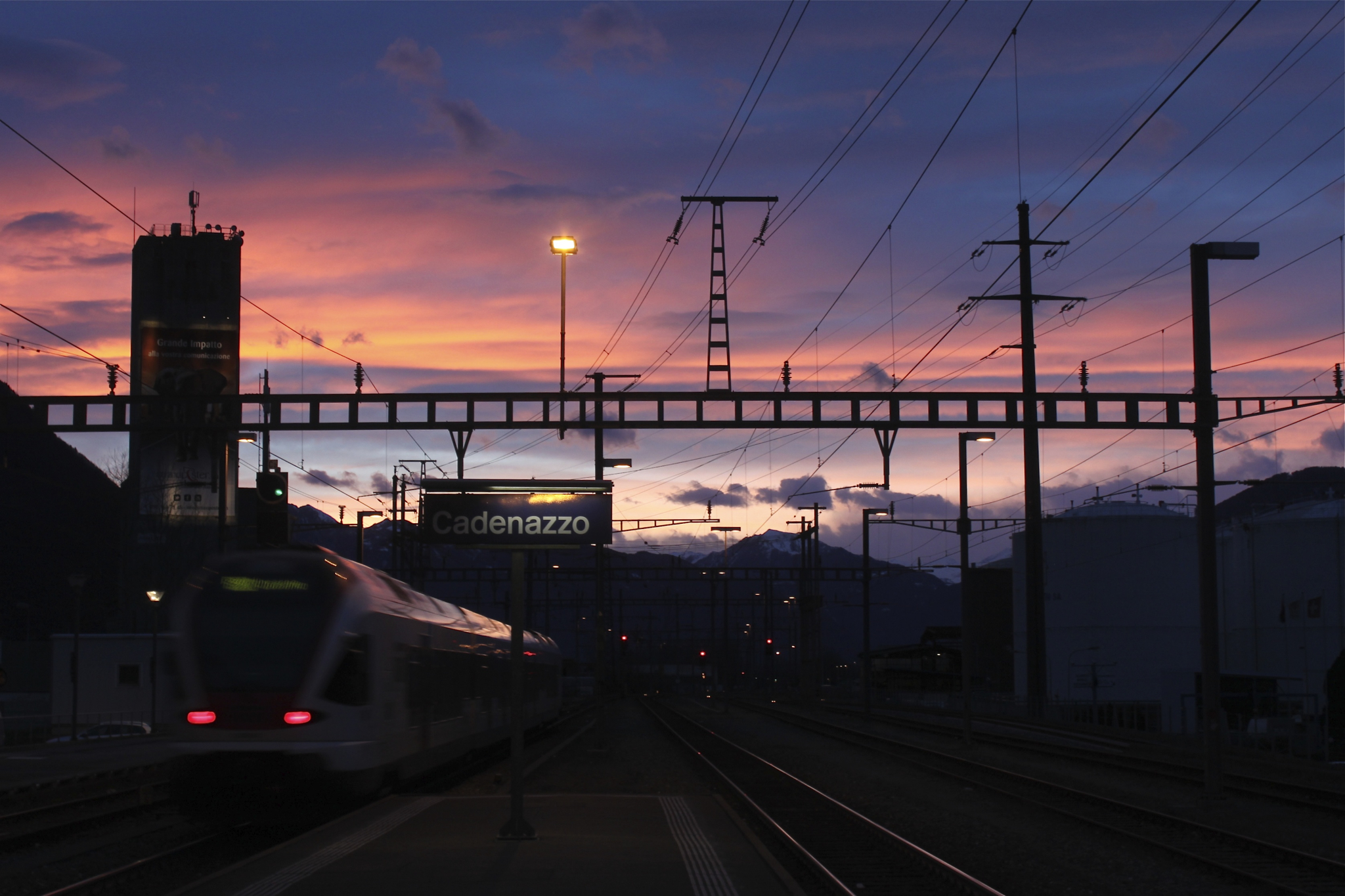
Bahnhof Cadenazzo

Cadenazzo ist eine politische Gemeinde im Schweizer Kanton Tessin. Sie gehört zum Kreis Sant’Antonino und zum Bezirk Bellinzona.

## Geographie
Während das Dorf Cadenazzo auf rund 215 m ü. M. in der Magadinoebene liegt, ist der höchste Punkt der Gemeinde, der Mattro mit 1198 m ü. M., am Südhang des Cenerimassivs.
Ungefähr fünf Kilometer östlich des Gemeindegebiets verfügt Cadenazzo über eine Kommunanz mit der ehemaligen Gemeinde Medeglia (seit 21. November 2010 Gemeinde Monteceneri).

### Klima
Für die Normalperiode 1991–2020 beträgt die Jahresmitteltemperatur 11,9 °C, wobei im Januar mit 1,5 °C die kältesten und im Juli mit 21,9 °C die wärmsten Monatsmitteltemperaturen gemessen werden. Im Mittel sind hier rund 91 Frosttage und in zwei von drei Jahren ein Eistag zu erwarten. Sommertage gibt es im Jahresmittel rund 87, während normalerweise 17 Hitzetage zu verzeichnen sind.
Die Messstation des Bundesamtes für Meteorologie und Klimatologie (MeteoSchweiz) liegt auf einer Höhe von 203 m ü. M.
|                        | Jan  | Feb  | Mär  | Apr  | Mai  | Jun  | Jul  | Aug  | Sep  | Okt  | Nov  | Dez  |   |       |
| Mittl. Temperatur (°C) | 1,5  | 3,6  | 8,4  | 12,3 | 16,3 | 20,1 | 21,9 | 21,1 | 16,9 | 11,9 | 6,4  | 1,8  | ⌀ | 11,9  |
| Mittl. Tagesmax. (°C)  | 6,7  | 9,3  | 14,3 | 17,9 | 21,8 | 25,8 | 28,0 | 27,3 | 22,6 | 17,0 | 11,2 | 6,9  | ⌀ | 17,4  |
| Mittl. Tagesmin. (°C)  | −2,8 | −1,7 | 2,0  | 5,8  | 10,3 | 14,1 | 15,6 | 15,4 | 11,6 | 7,1  | 2,0  | −2,4 | ⌀ | 6,5   |
|                        |      |      |      |      |      |      |      |      |      |      |      |      |   |       |
| Niederschlag (mm)      | 72   | 62   | 87   | 158  | 197  | 178  | 156  | 194  | 196  | 202  | 214  | 90   | Σ | 1806  |
|                        |      |      |      |      |      |      |      |      |      |      |      |      |   |       |
| Sonnenstunden (h/d)    | 3,6  | 5,1  | 6,3  | 6,3  | 6,7  | 8,0  | 8,7  | 8,0  | 6,4  | 4,7  | 3,2  | 2,6  | ⌀ | 5,8   |
|                        |      |      |      |      |      |      |      |      |      |      |      |      |   |       |
| Regentage (d)          | 5,3  | 4,5  | 6,3  | 9,6  | 11,9 | 10,6 | 9,1  | 10,3 | 8,5  | 9,4  | 9,5  | 6,2  | Σ | 101,2 |
|                        |      |      |      |      |      |      |      |      |      |      |      |      |   |       |
| Luftfeuchtigkeit (%)   | 77   | 70   | 63   | 65   | 69   | 70   | 69   | 73   | 76   | 81   | 80   | 79   | ⌀ | 72,7  |

| −2,8 |

| −1,7 |

| 2,0 |

| 5,8 |

| 10,3 |

| 14,1 |

| 15,6 |

| 15,4 |

| 11,6 |

| 7,1 |

| 2,0 |

| −2,4 |

| −2,8 |

| −1,7 |

| 2,0 |

| 5,8 |

| 10,3 |

| 14,1 |

| 15,6 |

| 15,4 |

| 11,6 |

| 7,1 |

| 2,0 |

| −2,4 |

## Geschichte
Das Dorf wurde 1355 als Catenacii erstmals erwähnt. Hier besass das Kapitel Bellinzona daselbst Güter. 1438 trat es einen Teil davon an die Bewohner von Cadenazzo ab, mit der Verpflichtung zur Erhaltung der Kapelle San Pietro. Das Dorf gehörte bis 1442 zur Kirchgemeinde Bellinzona und bildete dann mit Sant’Antonino eine eigene Kirchgemeinde; 1830 wurde es eine selbständige Kirchgemeinde. Am 7. Februar 1945 stieg die Besatzung des amerikanischen Bombers vom Typ B-25 mit dem Namen "The Big Swing" über Cadenazzo aus dem Flugzeug, welches noch rund 10 Kilometer bis ins Valle d'Arbedo weiter flog. Im Jahr 2005 besuchte der Bordschütze Maxwell Lasskow, welcher mit seinem Fallschirm auf einem Misthaufen gelandet war, Cadenazzo.
Gemäss der Ausgabe 7. März 2005 des BFS-Updates Angekündigte Änderungen seit der Mutationsmeldung Nr. 72 vom Mai 2004 zum Amtlichen Gemeindeverzeichnis der Schweiz ist per 13. März 2005 die Fusion der früheren Gemeinde Robasacco mit der Gemeinde Cadenazzo angekündigt. Am 14. März 2005 wurde die Fusion vollzogen. Der Name der neuen Gemeinde ist Cadenazzo.

Cadenazzo. Historisches Luftbild von Werner Friedli (1964)

Cadenazzo bildet nach wie vor eine eigenständige Bürgergemeinde.

## Bevölkerungsentwicklung
Einwohnerzahlen: Volkszählungsdaten

## Verkehr
In Cadenazzo beginnt der Anstieg der Hauptstrasse 2, die von Bellinzona über den Monte-Ceneri-Pass nach Lugano führt. Im Ortszentrum von Cadenazzo zweigt von der Hauptstrasse 2 die Kantonsstrasse 406 nach Riazzino ab, wo sie auf die parallel verlaufende Hauptstrasse 13 trifft, die nördlich der Gemeinde verläuft, eine Verbindung nach Locarno. Westlich von Cadenazzo verzweigt sich die Bahnstrecke nach Luino von der Bahnstrecke Giubiasco–Locarno. Der Bahnhof Cadenazzo ist ein Umsteigepunkt von regionaler Bedeutung. Seit der Inbetriebnahme des Ceneri-Basistunnels gibt es RE-Züge von Locarno nach Lugano über Cadenazzo.
Beim Bahnhof Cadenazzo, in der angrenzenden Gemeinde Gambarogno, betreibt die SBB Cargo einen Terminal für den kombinierten Verkehr mit 4 Gleisen (insgesamt 720 m). Er ist erreichbar von der Autobahn A2 Ausfahrt 47 Bellinzona-Sud.

## Sehenswürdigkeiten
- Pfarrkirche San Pietro mit Gemälde Consegna delle chiavi a San Pietro[13]
- Bundesamt für agronomische Forschungen, Architekten Ivo Trümpy, Aurelio Bianchini[13]
- Bahnhof FFS, Architekt: Claudio Pellegrini[13][14]
- Im Ortsteil Borette: Wohnhaus Caccia, Architekt: Mario Botta[13]
- Alte Säumerhaltestelle[13]
- Museo didattico della Storia Medica Ticinese[13][15]
- Im Ortsteil Robasacco: Pfarrkirche San Leonardo[13]
- Alte Mühle del Precassino (restauriert)[13][16]
- Schalenstein Sasso del diavolo (620 m ü. M.) und Stein mit Grenzkreuz (650 m ü. M.)[17].

## Wirtschaft
- Agridea, Entwicklung der Landwirtschaft und des Ländlichen Raums[18]
- Die Schweizerische Post betreibt seit Oktober 2019 ein regionales Paketzentrum in Cadenazzo[19]

## Kultur
- Teatro Antonin Artaud[20]
- Filarmonica Liberale Cadenazzo, gegründet 1902[21]
- Eidgenössische Forschungsanstalt für Pflanzenbau[22]
- Associazione Antico Mulino del Precassino[23]

## Sport
- Football Club Cadenazzo[24]